# Chaetodon dialeucos
Chaetodon dialeucos es una especie de pez mariposa del género Chaetodon, que recibe el nombre de pez mariposa de Omán o Pez mariposa Omaní básicamente por encontrarse en el este del Océano Índico, particularmente en Omán. 
Habita en los arrecifes coralinos en parejas y grupos. Es de color oscuro, marrón o negro usualmente, con dos franjas blancas, una detrás de la cabeza y otra en la trompa.
- Datos: Q2413037